# Луїджі Марія Д'Альбертіс
Луїджі Марія Д'Альбертіс (італ. Luigi Maria D'Albertis; 21 листопада 1841 — 2 вересня 1901) — італійський натураліст і дослідник. У 1875 році став першим італійцем, який наніс на карту річку Флай на території Папуа-Нової Гвінеї . Він здійснив три плавання по цій річці з 1875 по 1877 рік. Першу експедицію здійснив на пароплаві SS Ellengowan, а дві інших — на меншому кораблі під назвою «Нева», який був зафрахтований урядом Нового Південного Уельсу. Протягом трьох подорожей Д'Альбертіс брав участь у сутичках з корінними жителями, що мешкали вздовж річки, використовуючи вогнепальну зброю, ракети та динаміт, щоб залякувати та, іноді, вбивати цих місцевих жителів. Він також часто використовував динаміт для отримання водних зразків для своєї колекції. Його експедиція викрала з будинків місцевих жителів багато останків предків, знаряддя праці та зброю. Він також збирав зразки птахів, рослин, комах та голови нещодавно вбитих корінних людей. Сучасні дослідники та колоніальні адміністратори критикували методи, використані Д'Альбертісом у його експедиціях.

## Раннє життя
Д'Альбертіс народився в 1841 році в місті Волтрі, Італія. У вісімнадцятирічному віці він приєднався до армії Гарібальді під час походу на Сицилію. У листопаді 1871 року приєднався до Одоардо Беккарі в експедиції на захід Нової Гвінеї. Він досяг вершини гори Арфак, проте гарячка змусила його перервати експедицію і повернутися в Сідней. У 1874 році Д'Альбертіс повернувся до Нової Гвінеї, і заснував базу на острові Юле. Тут він став відомим тим, що публічно цілував найпривабливіших молодих корінних жінок і видавав це як звичайний знак миру. Він також, із снарядом, наповненим палаючим спиртом, демонстративно погрожував запалити океан. Більшість його супутників та службовців покинули його після такої його поведінки.

## Подорож по річці Флай (1875)
Д'Альбертіс здійснив свою першу поїздку до річки Флай на пароплаві Елленгован, який вийшов з порту Сомерсет на краю півострова Кейп-Йорк. В експедиції брали участь капітан Рунсі, преподобний Макфарлейн та магістрат поліції Сомерсета Н. М. Честер із шістьма службовцями тубільної поліції Квінсленда. Їхньою першою зупинкою був острів Таван, де Честер зібрав жителів і попередив їх проти крадіжок у місіонерів у цьому районі. Щоб залякати тубільців, він наказав військовикам знищити термітник залпом з гвинтівок. Під час плавання по річці Флай, Д'Альбертіс мав декілька сутичок з корінними жителями.

## Подорож до річки Флай (1876)
Друга експедиція до річки Флай була на пароплаві «Нева», який був зафрахтований урядом Нового Південного Уельсу. На борту судна також були Лоуренс Гаргрейв, майбутній піонер авіації. Д'Альбертіс використовував ракети та динаміт для залякування місцевого населення паплюжив їхні святині, вкрав кістки предків у священному будинку. Нева просувалася вгору за течією, поки не зупинилася на мілководді. Потім вони вирушили по річці до притоки Аліса (сьогодні відома як Ок Теді). Д'Альбертіс захворів малярією та отримав ревматизм на обох ногах, тому він повернувся до Торрессової протоки.

## Подорож до річки Флай (1877)
Це була остання і, мабуть, найбільш насичена подорож Д'Альбертіса річкою Флай. 1 червня команда мала сутичку з озброєною флотилією аборигенів. Сам Д'Альбертіс стверджував, що здійснив близько 120 пострілів у цій сутичці, що призвело до «декількох смертей» корінного населення. Жоден з команди Д'альбертіса не загинув, але корпус «Неви» був пронизаний стрілами, частина яких проникла крізь борти. Більшу частину початку липня Д'Альбертіс брав участь у щоденних сутичках з корінними жителями вздовж річки. Одного разу Д'Альбертіс знайшов труп одного з убитих і вирішив обезголовити його та зберегти голову в спирті для своєї колекції. Пізніше він убив одного зі своїх китайських слуг за те, що той відмовився піти в джунглі, щоб збирати зразки місцевої фауни. Д'Альбертіс вбив його, вдаривши кілька разів по спині бамбуковою тростиною, яка зламалася під час покарання. Згодом інші китайські слуги втекли в джунглі, вважаючи за краще ризикувати на невідомій території, ніж залишатися в експедиції.
Невдовзі Д'Альбертіс повернувся до Європи з великою колекцією зібраних зразків.

## Критика та впливи
Колоніальні адміністратори Британської Нової Гвінеї, такі як Пітер Скретчлі, Вільям Макгрегор та Джон Губерт Планкетт Мюррей, критикували методи, використані Д'Альбертісом. Хоча самі ці адміністратори проводили різні репресивні та каральні заходи проти корінних народів, вони визнали, що методи Д'Альбертіса були дуже шкідливими для розвитку британської колонізації.